# 아다치 료
아다치 료(일본어: 安達 亮, 1969년 7월 2일 ~ )는 일본의 축구 감독이며 선수 시절 포지션은 공격수이다.

## 감독 경력
2012년 성적 부진으로 물러난 니시노 아키라 전임 감독을 대신해, 고베의 감독으로 취임한다. 2018년부터 2020년까지 카탈레 도야마에서 감독을 맡았다.